# Roomvlek
De roomvlek (Arctia villica) is een dagactieve nachtvlinder uit de familie van de spinneruilen (Erebidae) en de onderfamilie van de beervlinders (Arctiinae).
De voorvleugels zijn zwart met roomkleurige vlekken die soms tot banden samenkomen. De achtervleugels zijn aan de bovenzijde oranje met zwarte vlekken en aan de onderzijde rood met een roomkleurige vlek en een zwarte band. De spanwijdte bedraagt tussen de 60 en 68 millimeter.
De vlinder komt in heel Europa voor maar is in Nederland niet algemeen. De voorkeur qua biotoop gaat uit naar een warme bosrijke omgeving. De vliegtijd is juni en juli.